# Costobocusok
A costobocusok Dacia északi határán az ókorban élt nép. 175 körül az astingusok elűzték őket lakóhelyükről, mire a Római Birodalom keleti felén rablóhadjáratra indultak, és egészen Phókiszig jutottak el. 176-ban római seregek Akhaián és Makedónián át visszaűzték őket, és vezérüket Rómába hurcolták. Mivel Ammianus Marcellinus mint helyben lakó néptörzsről emlékezik meg róluk, feltételezhető, hogy vagy csak egy részük indult keletnek, vagy pedig legyőzetésük után a maradék visszatért szülőföldjére.